# Línguas anatólias

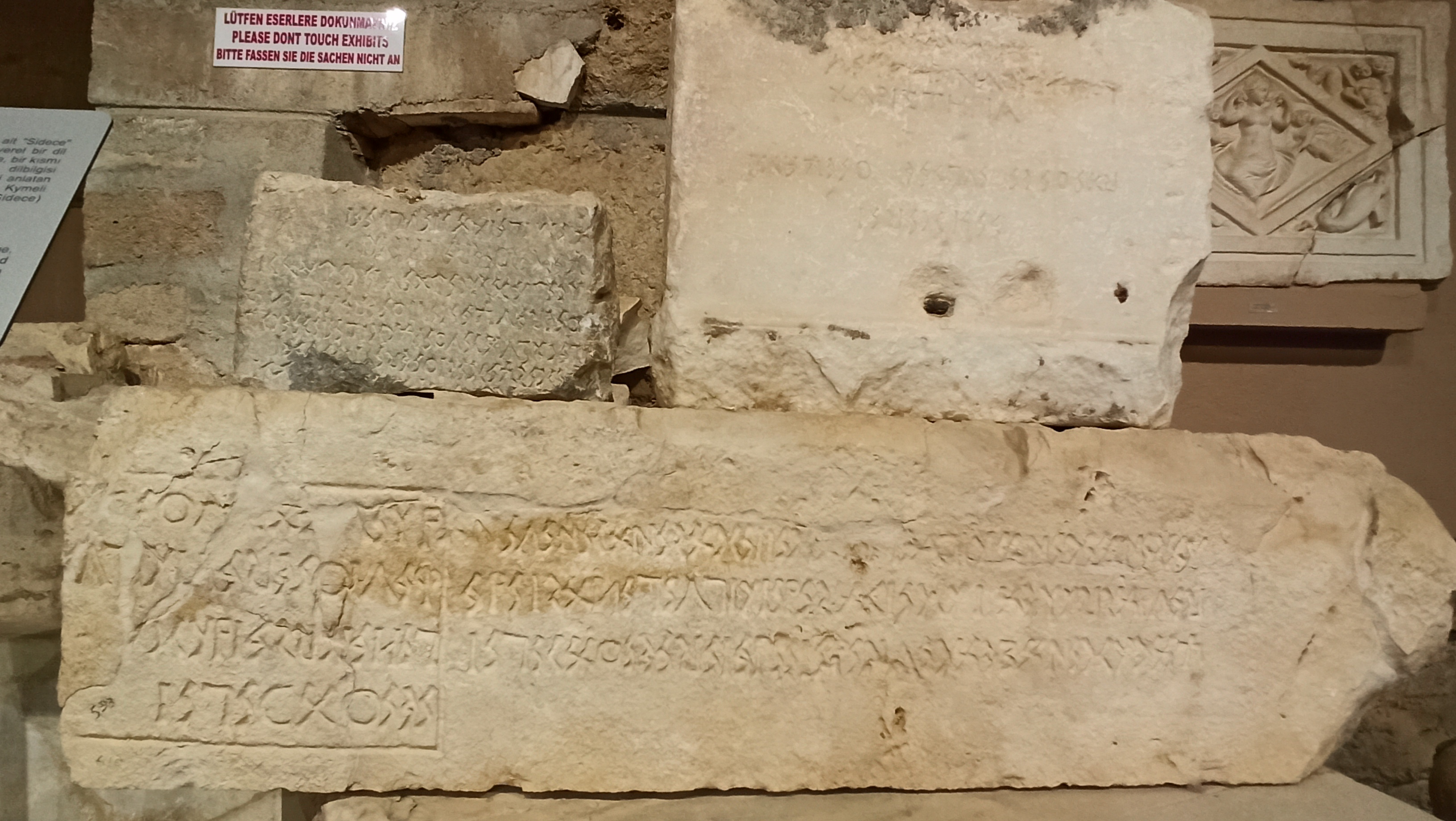
Texto na língua sidética, inscrito em placas de pedra, exibidas no Museu Arqueológico de Side, Turquia

As línguas anatólias (também conhecidas como anatólicas ou anatolianas) eram línguas indo-europeias outrora faladas na península da Anatólia, parte da atual Turquia. Atualmente, todas as línguas anatólias estão extintas, dentre elas, a língua melhor atestada é a língua hitita.

## Origens
O ramo anatólio é geralmente considerado o mais antigo a se separar da língua proto-indo-europeia, a partir de um estágio também conhecido como indo-hitita, ou "proto-indo-europeu médio" e tipicamente presume-se que tenha ocorrido na metade do quarto milênio a.C..
De acordo com a hipótese Kurgan ou estépica, há duas possibilidades de quando os falantes de anatólio poderiam ter alcançado a Anatólia: a partir do norte via Cáucaso, e a partir do oeste, via Balcãs.
No entanto, há outros linguistas, filólogos e arqueólogos, tais como Colin Renfrew e Allan Bomhard, que levam a hipótese duma terra de origem (Urheimat) para o proto-indo-europeu na península da Anatólia, pelo que naturalmente não presumem qualquer migração.
Há ainda um outro modelo que presume uma terra natal armênia, e teorizam uma migração direta a partir do leste, com a rota dos Balcãs sendo considerada de certa forma mais provável por Steiner (1990).

## Características
A morfologia hitita e de outras línguas anatólicas é menos complicada do que outras línguas indo-europeias antigas registadas por escrito, mas, apesar disso, compartilham muitas semelhanças com o latim, o grego clássico, o sânscrito, o avéstico e o persa antigo. Tal característica pode ser interpretada ou como um arcaísmo ou como uma inovação, assim, algumas características indo-europeias ou desapareceram nas línguas anatólicas ou as outras línguas de outros ramos indo-europeus inovaram. Estas línguas contêm vários arcaísmos de grande importância.

### Vocabulário
O vocabulário das línguas anatólicas era claramente indo-europeu e tinha uma morfologia e fonética mais arcaicos do que em relação a outros ramos. Por exemplo, em luvita ou lúvio o vocábulo para "ovelha" era hawi (conf. latim ovis) pelo que manteve um som laríngeo gutural que foi perdido pelas línguas de outros ramos indo-europeus. Outro exemplo é hanta ("ante", "diante"), que também manteve um som laríngeo gutural (conf. hipótese laríngea de Ferdinand de Saussure). Também há vocábulos para termos semelhantes que são cognatos com outros ramos, caso do hitita, mu (monte), parku (lugar alto) e kur (montanha) que são, respetivamente, cognatos com o latim mons/montem (monte), com o alemão berg (montanha), com o eslavo gora (montanha), e talvez com o grego oros (montanha). Tal tem sido interpretado como um arcaísmo (para além da morfologia ser foneticamente mais antiga, ex: p > b; k > g; a > e) pois são vocábulos cognatos com vários ramos linguísticos indo-europeus que estão presentes nas línguas anatólicas mas que não existem com tanta diversidade em outros ramos.
As línguas anatólicas também têm empréstimos de vocabulário de outras línguas quer indo-europeias quer não indo-europeias. Esses empréstimos são sobretudo de hatita (não confundir com o hitita ou nesita) e de hurrita, mas são em pequeno número e sobretudo referentes a termos especializados, caso, por exemplo, de libações e de teónimos, nomes de deuses e de deusas integrados no panteão dos povos anatólicos indo-europeus, tais como Texupe/Texube (um deus originalmente adorado pelos hurritas); a palavra hitita (nesita) para "trono" era de origem hatita.
| Exemplos de vocabulário (em caso nominativo singular) | Exemplos de vocabulário (em caso nominativo singular) | Exemplos de vocabulário (em caso nominativo singular) | Exemplos de vocabulário (em caso nominativo singular) | Exemplos de vocabulário (em caso nominativo singular) |
| Português                                             | Proto-Indo-Europeu                                    | Proto-Anatólico                                       | Hitita (Nesita)                                       | Luvita/Lúvio                                          |
| ----------------------------------------------------- | ----------------------------------------------------- | ----------------------------------------------------- | ----------------------------------------------------- | ----------------------------------------------------- |
| Pronomes                                              |                                                       |                                                       |                                                       |                                                       |
| Pessoais                                              |                                                       |                                                       |                                                       |                                                       |
| eu                                                    |                                                       |                                                       | uk                                                    | amu(k)                                                |
| mim                                                   |                                                       |                                                       | ammuk                                                 |                                                       |
| tu                                                    |                                                       |                                                       | zik (tsik)                                            | ti                                                    |
| ti                                                    |                                                       |                                                       | tuk                                                   |                                                       |
| ele/ela                                               |                                                       |                                                       |                                                       | as, apas                                              |
| nós                                                   |                                                       |                                                       | anzas (antsas)                                        | anunza (anuntsa)                                      |
| vós                                                   |                                                       |                                                       |                                                       | unzunz(a) (untsuntsa)                                 |
| eles/elas                                             |                                                       |                                                       |                                                       | ata, apinzi (apintsi)                                 |
| Interrogativos                                        |                                                       |                                                       |                                                       |                                                       |
| quem                                                  |                                                       |                                                       | kuis                                                  | kuis                                                  |
| o quê                                                 |                                                       |                                                       | kuit                                                  | kui                                                   |
| Demonstrativos                                        |                                                       |                                                       |                                                       |                                                       |
| isto                                                  |                                                       |                                                       |                                                       | zas (tsas)                                            |
| aquilo                                                |                                                       |                                                       |                                                       | apas                                                  |
| Advérbios                                             |                                                       |                                                       |                                                       |                                                       |
| Afirmação                                             |                                                       |                                                       |                                                       |                                                       |
| sim                                                   |                                                       |                                                       |                                                       |                                                       |
| Negação                                               |                                                       |                                                       |                                                       |                                                       |
| não                                                   |                                                       |                                                       | natta                                                 | nawa                                                  |
| Interrogativos                                        |                                                       |                                                       |                                                       |                                                       |
| Tempo                                                 |                                                       |                                                       |                                                       |                                                       |
| quando                                                |                                                       |                                                       |                                                       | kuwati                                                |
| Lugar                                                 |                                                       |                                                       |                                                       |                                                       |
| onde                                                  |                                                       |                                                       |                                                       | kuwar(i)                                              |
| Causa                                                 |                                                       |                                                       |                                                       |                                                       |
| porque                                                |                                                       |                                                       |                                                       | kuiza (kuitsa)                                        |
| Parentesco                                            |                                                       |                                                       |                                                       |                                                       |
| pai                                                   |                                                       |                                                       | attas                                                 | tatis                                                 |
| mãe                                                   |                                                       |                                                       |                                                       | annis                                                 |
| filho                                                 |                                                       |                                                       |                                                       |                                                       |
| filha                                                 |                                                       |                                                       |                                                       | tuwatra                                               |
| irmão                                                 |                                                       |                                                       |                                                       |                                                       |
| irmã                                                  |                                                       |                                                       |                                                       |                                                       |
| marido                                                |                                                       |                                                       |                                                       | zitis (tsitis)                                        |
| esposa                                                |                                                       |                                                       |                                                       |                                                       |
| Ser Humano                                            |                                                       |                                                       |                                                       |                                                       |
| humano                                                |                                                       |                                                       |                                                       | zitis (tsitis)                                        |
| homem                                                 |                                                       |                                                       |                                                       | zitis (tsitis)                                        |
| mulher                                                |                                                       |                                                       | kuinna                                                | wanattis, wanas                                       |
| criança (menino/menina)                               |                                                       |                                                       |                                                       | nimuwizas (nimuwitsas)                                |

### Fonética
Em termos fonéticos, as línguas anatólicas pertenciam ao grupo centum (kentum) das línguas indo-europeias e não ao grupo satem. Estes dois grandes grupos só se referem à fonética e não à filiação, pois não significam um maior parentesco dos ramos linguísticos entre si (há ramos centum e satem mais aparentados entre si do que com outros ramos centum ou satem).
Tal significa que eram línguas que mantiveram o fonema "k" antes de determinadas vogais ou de uma  semivogal, o que é um outro indício de arcaísmo.

### Gramática
As línguas indo-europeias do ramo anatólico eram de estrutura gramatical flexionada com casos gramaticais indicados no sufixo dos vocábulos. Devido a essa característica, não utilizavam preposições ou artigos e a ordem das palavras na frase era bastante livre (mais livre do que nas frases das línguas de estrutura analítica), embora, na maior parte das vezes, a ordem fosse sujeito-objeto-verbo (sov).
Havia dois géneros gramaticais, o género animado ou comum e o género inanimado ou neutro, não havendo género masculino e feminino, ao contrário de outros ramos indo-europeus.
Tal característica tem sido interpretada por diversos linguistas e filólogos como um indício de arcaísmo pois, de acordo com estes, os géneros gramaticais masculino e feminino desenvolveram-se posteriormente em outros ramos linguísticos indo-europeus com base no género animado, enquanto o género inanimado deu origem ao género neutro em outros ramos da família indo-europeia.

#### Estrutura Gramatical
Línguas flexionadas sintéticas com uso de casos gramaticais, indicados por sufixos (i.e. no fim dos vocábulos), sem preposições ou artigos.

#### Casos gramaticais
Oito ou nove — nominativo, acusativo, genitivo, dativo, locativo (com tendência a fundir-se no dativo), caso alativo, ablativo e o caso instrumental. Há ainda vestígios de um nono caso gramatical, o vocativo (indicado por "u" no sufixo das palavras) , mas, quando estas línguas começaram a ser registadas por escrito, este caso já estava quase em desuso, por isso, era pouco utilizado.

#### Ordem das palavras na frase
Livre, mas era maioritariamente Sujeito-Objeto-Verbo (SOV).

#### Número gramatical
- Singular
- Plural

#### Género gramatical
- Animado (comum)
- Inanimado (neutro)

#### Verbo
- Dois modos - Indicativo e Imperativo
- Dois tempos - Presente e Passado
- Duas vozes - Ativa e Passiva

## Lista
Regiões do Oeste
- pisida. O pisida é conhecido através de cerca de 30 inscrições, em escrita pisida, majoritariamente inscrições tumulares (estelas tumulares), datando de cerca de 100 a 200 d.C..

- panfílio (cidade de Side). O sidético é conhecido através de 6 inscrições em escrita panfília, de cerca de 200 a 100 a.C..

- lício, falado na Lícia na Idade do Ferro, descendente do luvita ou de uma língua parente, extinto por volta do século I a.C., fragmentário. Esta língua é conhecida através de cerca de 200 inscrições, em escrita lícia, maioritariamente inscrições tumulares (estelas tumulares), de cerca de 500 a 300 a.C. (séculos V e IV a.C.).

- cário, falado na Cária, atestado fragmentariamente de grafites feitos por mercenários cários no Egito a partir do século VII a.C.. Extinto por volta do século III a.C.. Esta língua é conhecida através de cerca de 100 inscrições, maioritariamente em pedra, em escrita cária, de cerca de 500 a 300 a.C. (séculos V e IV a.C.).

- miliano, (também pode ser um dialeto do lício) conhecida através de duas inscrições.

- lídio, falado na Lídia, extinto por volta do século I a.C., fragmentário. Esta língua é conhecida através de cerca de 100 inscrições, maioritariamente em pedra, mas também em moedas, em escrita lídia, de cerca de 500 a 300 a.C. (séculos V e IV a.C.).

Regiões do Sul
- luvita ou luviano (luwili), um parente próximo do hitita falado nas regiões adjacentes às vezes sob controle hitita.
  - Luvita cuneiforme, (escrito em escrita cuneiforme, neste caso é um silabário) é conhecido através de notas e pequenas passagens em textos hititas. Esta escrita, que regista a língua luvita, está atestada em vários milhares de tabuletas ou tabuinhas de argila e fragmentos de tabuinhas, de cerca de 1600 a 1 200 a.C. (séculos XVI a XIII a.C.).
  - Luvita hieroglífico, escrito em hieróglifos anatólios em selos e inscrições em pedra. Esta escrita, que regista a língua luvita, está atestada em várias centenas de inscrições, de cerca de 1300 a 700 a.C. (séculos XIII a VIII a.C.).

Regiões do Norte
- palaico ou palaíta, falado na Anatólia norte-central extinto por volta do século XIII a.C., conhecido apenas fragmentariamente, por citações de orações em textos hititas. Esta língua é conhecida através de cerca de 200 inscrições (escritas em escrita cuneiforme hitita, neste caso é um silabário), em tabuletas ou tabuinhas de argila e fragmentos de tabuinhas, em escrita hitita (cuneiforme), datando de cerca de 1600 a 1 200 a.C. (séculos XVI a XIII a.C.).

Regiões do Centro
- hitita (nešili), atestada de c. 1650 a 1 180 a.C. (séculos XVII a XII a.C.), língua oficial do Império Hitita. Esta língua é conhecida através de mais de 30 mil tabuletas ou tabuinhas de argila e fragmentos de tabuinhas ou ainda em centenas de inscrições em pedra, em escrita cuneiforme hitita (era um silabário). Esta maior quantidade de inscrições conhecidas (que chegaram até à atualidade) faz da hitita a língua do ramo anatólico indo-europeu melhor atestada.

Também foi descoberta em 2023 uma nova língua do ramo anatólico, chamada de Kalašma (el).
Havia provavelmente outras línguas da família que não deixaram registros escritos.
Tal é o caso do isauro (falado na Isáuria, região de montanhas e de lagos do Sudoeste da Ásia Menor), do licaónio (falado na Licaónia, região do Centro-Sul da Ásia Menor), do ciliciano ou cilício (falado na Cilícia, região do Sul e Sudeste da Ásia Menor) e do cataónio (falado nas montanhas e nos planaltos a norte da Cilícia), isto na região do Sul da Anatólia.
Na região da Cária, no Sudoeste da Anatólia, há autores (tais como Heródoto) que referem a língua lelegue, falada pelos lelegues, mas não se sabe se era um dialeto do cário ou uma língua diferente. Estas línguas, faladas na Antiguidade Clássica, são, muito provavelmente, descendentes diretas não da língua luvita, como durante algum tempo se pensou, mas de uma língua antepassada comum com esta, por isso, estas línguas do Oeste da Anatólia parecem estar mais estreitamente relacionadas com a língua luvita do que com o palaico e o hitita.
Nas regiões do Norte e do Noroeste da Ásia Menor era falado o paflagónio, na Paflagónia, (provavelmente descendente direto do palaico ou palaíta). Na região do Noroeste da Ásia Menor, na região do sul do Mar de Mármara (antiga região da Propôntida) era falado o lutescano, o troiano, na Tróade e o mísio, na Mísia.
A filiação do mísio nas línguas anatólicas ainda não pode ser determinada, pois é possível que fosse uma parente mais próxima das línguas paleo-balcânicas, faladas na Península das Balcãs, (relacionada com o mésio, na Mésia) e menos com as da Ásia Menor. No entanto, também se pode verificar o contrário pois Heródoto afirmava que os mésios eram descendentes de uma migração de mísios para as Balcãs a partir do Noroeste e Oeste da Anatólia.
Na região do centro da Ásia Menor era falado o capadócio (provavelmente descendente direto do hitita), na região da Capadócia e do oeste do Ponto.
Possíveis línguas do ramo anatólico indo-europeu
O eteocipriota, era a língua falada em Chipre pelos seus habitantes nativos (ilha denominada Alásia em hitita) e anterior à presença e colonização dos gregos e da sua língua. Há registos escritos de eteocipriota, que utilizava uma escrita, o silabário cipriota, relacionada com as escritas Linear A e Linear B, possivelmente derivada destas, mas ainda só foi parcialmente decifrada.
O eteocretense, a língua mais antiga da ilha de Creta, anterior ao grego, também pode ter sido uma língua membro do ramo anatólico de línguas. Há ainda a possibilidade de ser membro de um outro ramo indo-europeu ou então membro de uma das línguas pré-indo-europeias ainda mais antigas da área do Mar Mediterrâneo do Norte. A escrita Linear A era utilizada para escrever essa língua e está associada à Civilização Minoica.
O filisteu, uma língua pobremente atestada, quase só com nomes próprios, e que terá sido falada pelos filisteus na Palestina (de onde aliás vem este nome pois esse povo denominava-se palestos), tem sido sugerido como outra das línguas anatólicas. A origem mais antiga dos filisteus parece ter sido as regiões do Mar Egeu, sobretudo a ilha de Creta.
O pelasgo, uma língua que terá sido falada pelas populações mais antigas da Grécia, os pelasgos, anterior à migração dos gregos para sul, também tem sido aventado como membro do ramo anatólico, mas também pode ter sido membro de outro ramo indo-europeu ou então uma das línguas pré-indo-europeias ainda mais antigas.
O elimeu, uma antiga língua falada no extremo oeste da ilha da Sicília antes da conquista romana, tem sido considerado como um membro do ramo anatólico que lá terá chegado por migração marítima a partir da Anatólia Meridional ou do Sudoeste, na 1ª metade do I milénio a.C.. Também pode ter sido membro de um outro ramo indo-europeu (caso das línguas itálicas antigas ou ainda de outro ramo) ou uma das línguas pré-indo-europeias da área do Mar Mediterrâneo do Norte.
O tartéssio, a língua da civilização de Tartesso, na atual região da Andaluzia Ocidental, no vale do rio Guadalquivir (antigo Betis), tem sido proposto como um membro do ramo anatólico que lá terá chegado por migração marítima a partir da Anatólia Meridional ou da do Sudoeste na 1ª metade do I milénio a.C.. Esta língua possivelmente terá sido antepassada da língua falada pelos turdetanos e pelos cónios. No entanto, também pode ter sido uma língua celta arcaica, celta com superstrato anatólico, ou então uma das línguas pré-indo-europeias da área do Mar Mediterrâneo do Norte, relacionadas com o ibero e com o aquitano. Esta língua tinha uma escrita própria também denominada escrita tartéssia ou Escrita do sudoeste (era um misto de silabário e de alfabeto).
O turdetano, a língua dos turdetanos, que era falada na mesma área da antiga civilização de Tartesso, na atual região da Andaluzia Ocidental, no vale do rio Guadalquivir (antigo Betis), possivelmente foi descendente da língua tartéssia. Esta língua era escrita no mesmo silabário denominado tartéssio ou Escrita do sudoeste (era um misto de silabário e de alfabeto). No entanto, também pode ter sido uma língua celta arcaica, celta com superstrato anatólico, ou então uma das línguas pré-indo-europeias da área do Mar Mediterrâneo do Norte, relacionadas com o ibero e com o aquitano.
O cónio, a língua dos cónios, uma antiga língua falada na região do Cinético (atual Algarve, uma região do extremo sul de Portugal), antes da conquista romana, tem sido considerado como um membro do ramo anatólico, pois possivelmente era descendente da língua tartéssia, esta língua, por sua vez, terá chegado por migração marítima, a partir da Anatólia Meridional ou da do Sudoeste na 1ª metade do I milénio a.C.. No entanto, também pode ter sido uma língua celta arcaica, celta com superstrato anatólico, ou então uma das línguas pré-indo-europeias da área do Mar Mediterrâneo do Norte, relacionadas com o ibero e com o aquitano. Esta língua era escrita numa escrita mista de silabário e de alfabeto denominada escrita tartéssia ou Escrita do sudoeste.
Para além destas línguas, que são mencionadas na Antiguidade Clássica por diversos autores, é possível que existissem ainda outras, que atualmente se desconhecem, parentes da língua luvita, do hitita (nesita) e do palaico ou palaíta, que eram faladas em várias regiões da Anatólia ou Ásia Menor, e que se extinguiram com a expansão destas línguas no II milênio a.C..

## Árvore genealógica
Possível árvore genealógica das línguas anatólicas, por sua vez, descendentes do proto-indo-europeu.
- Proto-Anatólico
  - Meridional
    - Ocidental (região de Arzaua) - descende de um antepassado comum com a língua luvita mas não diretamente desta
      - Noroeste (região do Rio Seha e outras)
        - lídio (pelos lídios, na Lídia)
        - mísio (pelos mísios, na Mísia)
        - troiano (pelo troianos, na Tróade, talvez dialeto do mísio)
        - lutescano (pelos lutescanos, na Mísia)

      - Sudoeste (regiões de Luca, Mira e outras)
        - cário (pelos cários, na Cária)
        - lelegue (pelos lelegues, na Cária, talvez dialeto do cário)
        - lício (pelos lícios, na Lícia)
        - miliano (pelos milianos, na Lícia, talvez dialeto do lício)
        - pisida (pelos pisídios, na Pisídia e na Panfília)
        - sidético (pelos sidetos, em Side, na Panfília, talvez dialeto do pisídio)
        - isauro (pelos isauros, na Isáuria)
        - licaónio (pelos licaónios, na Licaónia)

    - Oriental - língua luvita ou lúvio, registada em luvita hieroglífico e luvita cuneiforme (pelos luvitas ou lúvios, na região de Luwa ou Luwiya, Sul da Anatólia ou Ásia Menor, que incluía outras regiões mais pequenas, tais como Quizuatena, Isuwa, depois Estados Neo-Hititas)
      - cilício ou ciliciano (pelos cilícios, na Cilícia)
      - cataónio (pelos cataónios, na Cataónia)
      - meliteno (pelos melitenos, na Melitene)
      - comageno (pelos comagenos, na Comagena)

  - Setentrional
    - Noroeste
      - palaico ou palaíta (pelos palaicos ou palaítas, na região de Pala)
        - paflagónio (pelos paflagónios, na Paflagónia)

    - Central
      - hitita (nesita) (pelos hititas, nas regiões de Nexa (Canexe), Hati e outras)
        - capadócio (pelos capadócios, na Capadócia e Ponto Ocidental, incluindo Amásia)

  - eteocipriota
  - eteocretense
  - filisteu
  - pelasgo
  - elimeu
  - tartéssio (língua da civilização de Tartesso)
    - turdetano (língua descendente do tartéssio)
    - cónio (língua descendente do tartéssio)

À exceção do hitita e da língua luvita ou lúvio, as restantes línguas anatólicas não são muito conhecidas pois há poucos registos escritos delas e não se sabe muita informação sobre o seu vocabulário. De algumas, não há registos escritos conhecidos feitos por falantes dessas línguas, ou porque o povo não utilizava a escrita ou porque se perderam com o tempo ou porque ainda não foram descobertos. Assim, a sua classificação baseia-se na menção que alguns autores da Antiguidade Clássica (ex. Heródoto, Estrabão, Diodoro Sículo, Plínio, o Velho, Avieno) fazem de uma língua ser semelhante ou de ter parentesco com outras línguas das quais há registos escritos ou quando mencionam algumas palavras (glosas) de uma dessas línguas e explicam o seu significado. Devido a isso, os linguistas baseiam-se na combinação de isoglosas fonológicas, morfológicas e lexicais, daquilo que é conhecido, para a sua classificação e genealogia. A classificação destas línguas ainda não é definitiva pois há elementos lexicais e gramaticais que ainda não são conhecidos.

## Extinção
A Anatólia foi esmagadoramente helenizada a partir das conquistas de Alexandre o Grande, no século IV a.C., e é geralmente aceite que, por volta do século I a.C., as línguas nativas da região estavam extintas. No entanto, há outras informações de que foram faladas até mais tarde em algumas áreas mais isoladas. O licaónio terá sido falado até ao século II a.C. e o isauro terá sido falado até inícios do século VIII (c. 701 a 725), pelo que foi a última língua deste ramo a extinguir-se.
Isto faz do anatólio o primeiro ramo conhecido do indo-europeu a se tornar extinto, sendo o outro ramo conhecido que não possui descendentes o tocário, que deixou de ser falado também por volta do século VIII. Apesar do grego koiné ter sido adotado pelas populações da Anatólia e ter substituído e levado à extinção as línguas anatólicas indo-europeias anteriores, estas deixaram vestígios como substrato na língua falada pelos gregos e populações helenizadas desta península, tal como é o caso do grego capadócio e do grego pôntico.
Mais tarde, a partir de finais do século XI e inícios do XII, o grego, por sua vez, começaria a ser substituído pelo turco na Anatólia, atual Turquia (depois da batalha de Manzicerta, no ano de 1071). Esta batalha, marcou o início da decadência do Império Romano do Oriente ou Império Bizantino (de língua grega e de religião do cristã ortodoxa), com a perda de muitos dos seus territórios na Anatólia ou Ásia Menor.
Com a conquista turca começou um processo de substituição linguística do grego e do arménio e de auto-identificação étnica e cultural das populações nativas da Anatólia com os seus novos governantes turcos (cujas origens étnicas mais antigas eram a Ásia Central e não eram oriundos da Anatólia), apoiado e estimulado pela aristocracia turca otomana (os turcos originais). Tal não significou a extinção das populações nativas da Anatólia, houve antes uma mudança linguística, cultural e de auto-identificação étnica. É, por isso, que a língua atualmente falada pela maioria da população da Turquia, o turco, é mais aparentada com as línguas da maior parte da Ásia Central do que com as das populações dos países vizinhos.
Este foi um processo de turquização que demorou vários séculos, e que não foi isento de conflitos, várias vezes violentos, entre vários grupos étnicos, caso dos gregos e dos arménios em relação aos turcos e vice-versa, que continuou até inícios do século XX, mesmo após a Primeira Guerra Mundial.
O turco é a língua atualmente falada nesta península pela grande maioria da população.

## Línguas indo-europeias parentes
Havia outras línguas faladas geograficamente na Anatólia mas que não tinham parentesco direto com as línguas do ramo anatólico, pertencendo antes a outros ramos da família linguística indo-europeia.
Tal era o caso do frígio (falado pelo frígios, na Frígia, uma língua que parece ser parente mais próxima do grego ou talvez do trácio).
O tino (falada pelos tinos, na Bitínia), o bitínio (falada pelos bitínios, na Bitínia), o mariandino (falada pelos mariandinos, na Bitínia) e o caucão (falada pelos caucões, na Bitínia) parecem ser línguas parentes mais próximas do trácio ou mesmo dialetos dessa língua, falada pelos trácios, na Trácia (nos territórios modernos do sul da Bulgária - Trácia Setentrional, nordeste da Grécia - Trácia Ocidental - e parte europeia da Turquia - Trácia Oriental).
O arménio (falada pelos arménios, na Arménia) também parece ser uma língua parente mais próxima do trácio e, a maior distância, do grego e das línguas iranianas. Durante quase três milénios o arménio foi falado nas regiões do Alto Eufrates, na Arménia Menor, Melitene e Comagena, na Anatólia Oriental.
O grego também era falado na Anatólia, sobretudo nas regiões do litoral Oeste, no mar Egeu, e, mais tarde, expandir-se-ia por toda a península a partir de finais do século IV e inícios do III a.C., substituindo as línguas do ramo anatólico e ainda outras num processo que demorou alguns séculos.
Estas línguas, mencionadas anteriormente, possivelmente vieram com os povos que migraram para a Anatólia no final do II milénio a.C., nos séculos XIII e XII a.C., no contexto das migrações dos Povos do Mar, da queda do Império Hitita e da época caótica que se lhe seguiu.
Mais tardiamente, no século III a.C., um povo celta parente dos gauleses, os gálatas (composto por três tribos - trocmos, tectósages e tolistóbogos), que estavam num processo de migração para Oriente através do vale do Danúbio, atravessaram o Mar de Mármara e o Estreito do Bósforo para a Anatólia e estabeleceram-se na sua região central, que passou a ser denominada Galácia (em parte do território dos frígios, na antiga Frígia Oriental, e em parte do território dos capadócios, na antiga Capadócia Ocidental), cuja cidade mais importante era Ancira (atual Ancara, capital da Turquia).

## Línguas não relacionadas faladas na Anatólia
A língua hatita ou hática (não confundir com o hitita ou nesita), anteriormente falada no nordeste do território do Império Hitita, no centro-leste da Anatólia, denominada Terra de Hati, e extinta pelo hitita, podia ser membro da família linguística hurro-urartina (das línguas hurrita e urartiana), talvez com um parentesco mais remoto com as línguas indo-europeias.
Também há a possibilidade desta língua ter um outro parentesco ou com as línguas cartevélicas ou com as da vertente norte das montanhas do Cáucaso, com línguas antepassadas do abecase, do cabardino e do checheno, por exemplo.
Na região vizinha da península da Anatólia, a Nordeste, havia línguas cuja presença parece ser muito antiga.
Nas regiões do Ponto Oriental, um pouco a leste da foz do rio Lico, atual Kelkit, (a leste da cidade de Polemônio) e também a norte deste rio, no litoral sul do mar Negro (Ponto Euxino), havia diversos povos (tais como os calibes, macronos) falantes de línguas parentes do georgiano moderno, pertencentes a uma outra família linguística, a cartevélica.

## Redescoberta
Após a extinção das línguas anatólicas, estas foram esquecidas durante mais de um milénio, em conjunto com a cultura e as civilizações da Anatólia antes da sua helenização (que ocorreu a partir de finais do século IV a.C.).
Só se conhecia um vislumbre através das lendas gregas, das epopeias de Homero, caso sobretudo da  da Ilíada (Guerra de Troia), e das referências que a Bíblia fazia aos hititas (denominado povo de Hete) mas não se tinha conhecimento de que língua falavam ou a que família linguística pertenciam, e pensava-se que eram apenas um povo obscuro do antigo Médio Oriente/Ásia do Sudoeste.
Foi só em inícios do século XX, na sequência do desenvolvimento da ciência moderna, do método científico e da sua aplicação na investigação (caso da História, da Linguística e da Arqueologia) que um linguista e filólogo checo, Friedrich Hrozný, no ano de 1915 (que servia no exército do Império Austro-Húngaro, em plena 1ª Guerra Mundial), conseguiu decifrar a escrita hitita (silabário). A escrita hitita havia sido descoberta em escavações arqueológicas dirigidas por alemães no Império Otomano (no território da atual Turquia) alguns anos antes, nas quais foram revelados importantes arquivos na antiga capital do Império Hitita, Hatusa, atual Boğazköy, que estavam há muito tempo enterrados e esquecidos. Também foi possível ler inscrições que eram conhecidas mas que não se conseguia saber o que registavam ou em que língua estavam.
Esta decifração deu início a um período de descoberta que aumentou de modo significativo o conhecimento que até então se tinha das civilizações e das línguas do antigo Médio Oriente/Ásia do Sudoeste.
Como é afirmado na Encyclopedia of Indo-European Culture (1997), acerca das línguas indo-europeias anatólicas: "a sua descoberta obrigou a uma reavaliação da história do Próximo Oriente e da linguística indo-europeia que ainda não chegou ao fim".